# Nobàtia
Nobàtia (nubià antic: ⲙⲓⲅⲛ̅, Migin o ⲙⲓⲅⲓⲧⲛ︦ ⲅⲟⲩⲗ, Migitin Goul; grec antic: Νοβαδία, Nobadia) fou un regne de Núbia que es va establir a la part més propera a Egipte després de l'any 350 com a successor, en aquesta part del país, del regne de Mèroe. La capital fou Faras.
Al segle v aparegueren els primers eremites i monjos de la Tebaida (Egipte romà d'Orient) per territori nubià. Al segle vi encara el país no era cristià i l'emperadriu Teodora va enviar el monjo Julià d'Alexandria, que va difondre el monofisisme (els monofisites s'anomenaven coptes). Els primers reis de Nobàtia coneguts foren Silko (vers 536-555) i Eirpanomos (després del 555 i abans del 590) que es van convertir al cristianisme monofisita predicat per Longí, successor de Julià d'Alexandria, i auxiliat pel bisbe Teodor de Files. Longí va batejar també el rei d'Aloa vers el 580. Un altre rei d'aquestes dates fou Tokiltoeton esmentat vers el 574. No es coneix el nom de cap més rei. Vers l'any 600 el regne de Nobàtia va quedar unit amb el regne veí de Makuria i la capital única es va establir a Dongola.